# Paso Achiote
Paso Achiote är en ort i Mexiko.   Den ligger i kommunen Chiapa de Corzo och delstaten Chiapas, i den sydöstra delen av landet, 700 km öster om huvudstaden Mexico City. Paso Achiote ligger 554 meter över havet och antalet invånare är 252.
Terrängen runt Paso Achiote är varierad. Runt Paso Achiote är det ganska tätbefolkat, med 60 invånare per kvadratkilometer. Närmaste större samhälle är Chiapa de Corzo, 11,1 km väster om Paso Achiote. I omgivningarna runt Paso Achiote växer huvudsakligen savannskog.